# ولسوالی پغمان
شهرستان پغمان (در قدیم پمقان) یکی از شهرستان ‌های ولایت کابل در افغانستان است. فاصلهٔ پغمان از مرکز شهر یعنی چاراهی فواره آب ۲۵ کیلومتر است. در استان کابل واقع شده و دارای دو درهٔ تفریحی و مشهور به نام‌های درهٔ پغمان و درهٔ پشه‌ای (دره‌های بسیار سرسبز و تفریحی) و یک تپهٔ بسیار زیبا و باشکوه پغمان که جوار قلعهٔ شیخ میر موقعیت دارد، می‌باشد. در آخر هفته باشنده‌های شهر کابل به پغمان بخاطر سپری روز خود در هوای سرد و مناسب می‌آیند.

## جغرافیا
درهٔ پغمان در میان خود دو درهٔ کوچک دارد. نام یکی از آن‌ها درهٔ راست و دیگری درهٔ چپ است. دریای کابل از همین درهٔ پغمان سر چشمه می‌گیرد که در کتاب‌ها بنام درهٔ اونی پغمان ذکر شده‌است.
در مرکز پغمان به فاصلهٔ ۳ کیلومتر دورتر، جوار قلعهٔ شیخ میر یک تپه قرار دارد که از آن تپه به نام تپهٔ پغمان یاد می‌شود و یک جای زیبا و تفریگاه فامیلی برای افغان‌هاست که در سال ۱۳۹۲ قصر مرمرین بالای این تپه اعمار گردید تا جشن نوروز ۱۳۹۳ با اشتراک مهمانان زیادی از کشورهای حوزهٔ نوروز درین محل تجلیل گردد اما متأسفانه نظر به دلایل امنیتی در ارگ ریاست جمهوری برگزار گردید. ناگفته نباید گذاشت که در فصل‌های بهار و تابستان خصوصاً جمعه‌ها مردم زیاد کابل و ولایات برای میله به این مناطق زیبا می‌روند. نکته‌ای که باید خاطر نشان کرد این است که اکثراً مردم کابل و ولایات برای میله (گردشگری) به درهٔ پغمان می‌روند اما قریه‌هایی که در اطراف تپهٔ پغمان موقعیت دارند به‌طور عمده ساحاتی می‌باشند که فقط گردشگران همراه با فامیل‌شان اجازهٔ بازدید و سیاحت را به‌طور نادر دارند و هر شخصی در آن مناطق این اجازه را ندارند.
(پیش من کمتر بگو افسانه پاریس را *** زین جهان بی وفا گلگشت پغمانم بس است)

## مردم
نفوس این ولسوالی به صورت تخمینی ۲۰۰٬۰۰۰ هزار نفر می‌باشد.

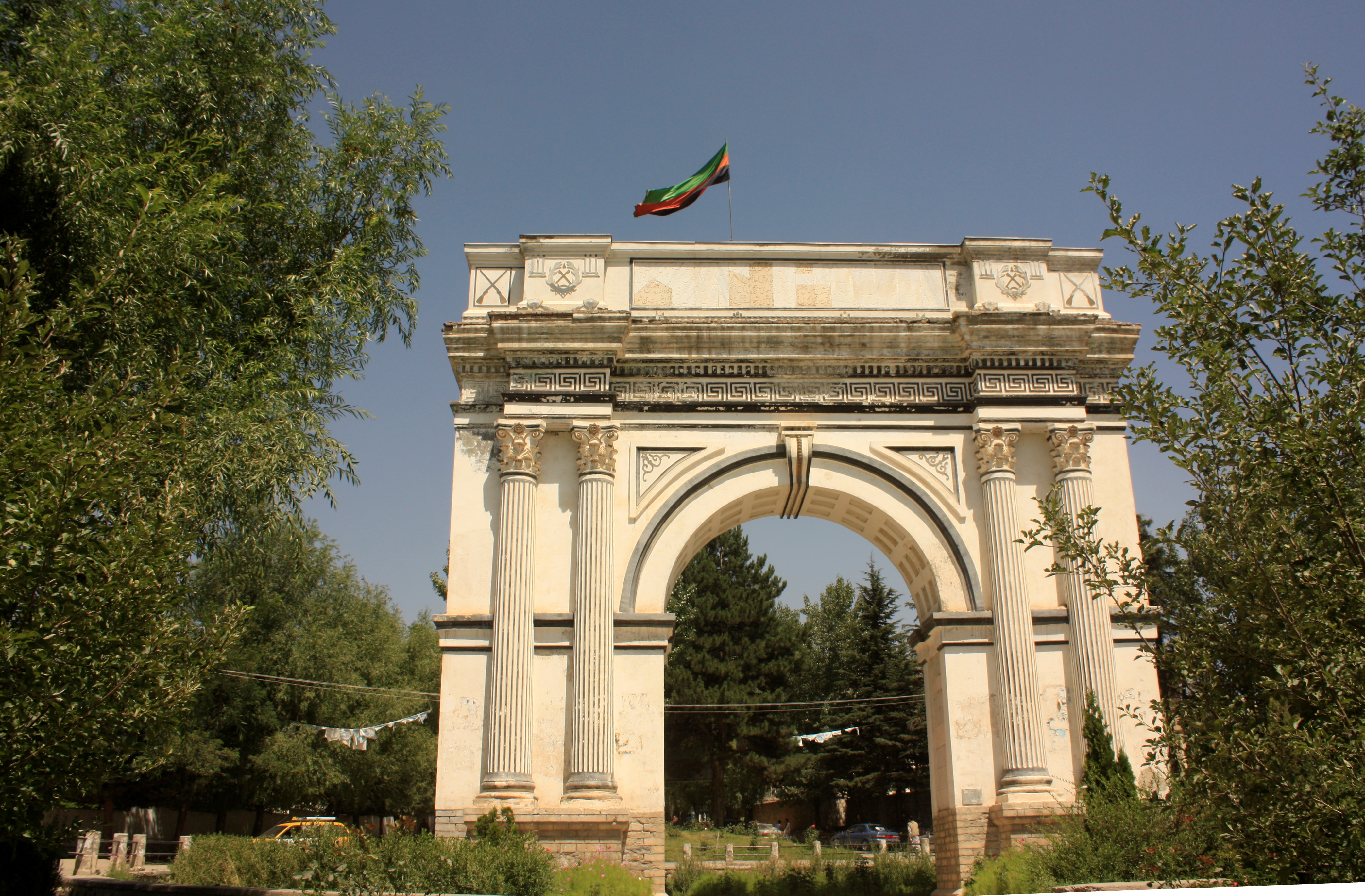

پغمان دارای ۱۱۷ قریهٔ کوچک و بزرگ می‌باشد. همچنین ۳۰۰ باب کل مساجد این ولسوالی می‌باشد که مساجد جامع به ۷۰ باب می‌رسد و الباقی آن مساجد خرد را تشکیل می‌دهند و ۸ باب از این مساجد در دولت ثبت و راجستر شده‌است.
این ولسوالی دارای ۲۷ باب مکتب، ۱۱ باب لیسه، ۲ باب متوسطه و ۱۱ باب ابتداییه می‌باشد.

## گردشگری
جاهای دیدنی و مشهور این ولسوالی عبارتند از:
- طاق ظفر – در سال ۱۹۱۹ و در زمان امان‌الله خان (استقلال افغانستان)
- هتل بهار – بسار تاریخی می‌باشد.
- خواجه مسافر ولی (شاه نعمت‌الله ولی)
- زیارت ۱۲ امام
- خواجه صاحب لگ بخش (قریهٔ خواجه لکن)
- خواجه پطوسان ولی (قول سیدها)
- سلطان بایزید بستامی (قریه گل سرخ)
- پیر بلند صاحب (درهٔ زرگر)
- چهل تن (قریهٔ چهل تن)

## ساختار اداری
همسایه‌های این ولسوالی عبارتند از:
- از شمال :ولسوالی شکر دره
- از جنوب: حوزهٔ ۱۳ و قسمتی از ولایت میدان وردک
- از شرق: حوزهٔ ۵
- از غرب: ولایت میدان وردک

ولسوالی پغمان به ۴ حوضه تقسیم شده‌است و دارای ۴ شورای ولسوالی می‌باشد.
- شورای مردمی
- شورای علما
- شورای زنان
- شورای صلح و خیر

هر هفته این شورا در مقر ولسوالی روزهای یکشنبه برگزار می‌شود.